# 張篤敬 (萬曆辛丑進士)
張篤敬（？—？），號参衡，河南陳州府扶溝縣人，明朝政治人物、進士出身。

## 生平
萬曆二十二年（1594年）甲午科河南鄉試舉人，二十九年（1601年）辛丑科進士，大理寺觀政，三十一年授中书舍人，三十六年丁憂。三十七年復除原职，三十八年行取考选，四十年任南京户科给事中，四十一年巡视庫藏，四十三年巡视京营，本年升江西按察司佥事。四十五年京察，天啓元年（1621年）降为陕西按察司知事。二年升南兵部职方司主事，四年升南礼部祠祭司郎中，天启五年（1625年）以王图心腹，削籍为民。崇祯元年復任原职。

## 家族
曾祖张祖。祖父张寿。父张从周。